# Ogólnopolski Konkurs Chórów Kościelnych „Caecilianum”
Ogólnopolski Konkurs Chórów Kościelnych „Caecilianum” odbywa się co roku w Warszawie. Organizatorem konkursu jest Związek Chórów Kościelnych „Caecilianum”.
Uczestnikami konkursu są działające na terenie całego kraju zespoły chóralne, które działają przy ośrodkach duszpasterskich (parafiach, katedrach i kościołach rektorskich). Laureat I nagrody nie może wziąć udziału w Konkursie przez dwa kolejne lata. 

## Historia
- 2001 - I edycja
- 2002 - II edycja
- 2003 - III edycja
- 2004 - IV edycja
- 2005 - V edycja
- 2006 - VI edycja
- 2007 - VII edycja
- 2008 - VIII edycja

## Laureaci
Jury przyznaje:
- Nagrodę Główną/Nagrodę za zajęcie I miejsca
- Nagrodę za zajęcie II miejsca
- Nagrodę za zajęcie III miejsca
- Nagrody specjalne i wyróżnienia

### Nagroda Główna
- 2001 - Mieszany Chór Mariański z parafii NMP z Lourdes w Krakowie
- 2002:
  - Schola Cantorum Misericordis Christi przy parafii Chrystusa Miłosiernego w Białej Podlaskiej
  - Chór Psalmodia Minor przy Papieskiej Akademii Teologicznej w Krakowie
- 2003 - Chór DOMINICANTES z Poznania,
- 2004 - Mieszany Chór Mariański z parafii NMP z Lourdes w Krakowie
- 2005:
  - Chór Kantorei Sankt Barbara z kościoła św. Barbary w Krakowie
  - Chór Archikatedry Warszawskiej
- 2006 - Chór "Pueri Cantores Tarnovienses" z bazyliki katedralnej w Tarnowie
- 2007 - Warszawski Chór Międzyuczelniany
- 2008 - Chór Mieszany Katedry Wawelskiej